# Accord de libre-échange
Un accord de libre-échange ou traité de libre-échange est un accord international passé entre deux ou plusieurs États (ou entités supranationales telles, par exemple,  l'Union européenne ou le Mercosur) pour favoriser le commerce international, en général en diminuant les taxes et les contrôles douaniers et en harmonisant les réglementations nationales ou supranationales susceptibles de gêner l'importation des biens, des services, de la main-d’œuvre et des capitaux étrangers.
Pour ne pas fausser la concurrence entre les parties de l'accord, des clauses miroirs peuvent être incluses concernant les règles alimentaires, sanitaires, ou environnementales.

## Histoire
Parmi les accords de traités de libre-échange historiques peuvent être cités le traité Eden-Rayneval, un accord commercial entre la France et la Grande-Bretagne (1786) ou encore le traité Cobden-Chevalier, un traité de libre-échange entre l'Empire français et le Royaume-Uni (1860).
Les accords commerciaux et de libre-échange sont souvent catégorisés en génération, avec des accords de première génération portés sur la libération des échanges notamment au travers de grands blocs communautaires tels que l'Union européenne, de seconde génération, marqués par l'extension des accords aux services, à la question des investissements, à la propriété intellectuelle et de troisième génération, marqués par une harmonisation règlementaire sur des questions des arbitrages des différends, de la règlementation environnementale et sociale, comme le CETA ou le TPP. Ainsi les accords de libre-échange tendent à partir de 1990 à intégrer de nouvelles questions comme la propriété intellectuelle, les services, les politiques de la concurrence, l'ouverture des marchés publics, la protection des investissements étrangers, le droit du travail, l'environnement ou encore l'Indication géographique protégée. On parle également d'accord de nouvelle génération pour désigner ce type d'accord.
En 2011, il existe près de 300 accords de libre-échange contre seulement 70 en 1990. Entre 1980 et 1994, il n'y avait qu'environ 2 accords de libre-échange signés par an, ce nombre est passé à 9 entre 1995 et 2003, puis à un peu plus de 13 entre 2003 et 2012. Cette augmentation portée de ces accords de libre-échange de par l'étendue et l'importance des territoires inclus dans ces traités, que d'autre part l'ajout de nouvelles thématiques notamment règlementaires ont induit le besoin d'une plus grande transparence dans l'élaboration de ces accords, de consultations politiques plus nombreuses, pour contrebalancer des contestations plus élargies par rapport aux opposants traditionnels du libre-échange. Cette multiplication des accords de libre-échange est liée également à l'échec du cycle de Doha, ainsi que l'échec des négociations multilatérales menées au sein de l'Organisation mondiale du commerce. Ces accords de libre-échange prennent ainsi le relais des négociations ayant lieu au GATT puis à l'OMC
| Signataire       | Nombre d'accords |
| ---------------- | ---------------- |
| Union européenne | 34               |
| Suisse           | 28               |
| Chili            | 19               |
| Singapour        | 18               |
| Turquie          | 18               |
| Inde             | 15               |
| États-Unis       | 14               |
| Japon            | 13               |
| Mexique          | 13               |
| Chine            | 11               |
| Pérou            | 11               |
| Corée du Sud     | 10               |
| Thaïlande        | 10               |
| Australie        | 8                |
| Costa Rica       | 8                |
| Canada           | 7                |
| Colombie         | 7                |
| Israël           | 6                |

Ainsi au XXIe siècle, un certain nombre d'accords de libre-échange négociés ou signés sont marquants comme l'Accord de partenariat transpacifique (TTP), le Partenariat transatlantique de commerce et d'investissement (TTIP), l'Accord économique et commercial global (CETA) ou encore le Partenariat régional économique global (RCEP) ou encore l'Accord de libre-échange entre le Japon et l'Union européenne (JEFTA). Ces accords en plus du poids économique des pays signataires se distinguent également par le grand nombre de thématiques qu'ils abordent.

## Dimension règlementaire
Les accords de libre-échange constituent des exception à la clause de la nation la plus favorisée (ou « clause NPF »), présente dans les accords de l’Organisation mondiale du commerce. Ils doivent respecter certaines conditions pour être compatibles avec ces accords, notamment couvrir presque tout le commerce dans le cas d'accords impliquant des pays développés, ou un commerce « substantiel » dans le cas d'accords entre pays en développement. Généralement les accords de libre-échange suppriment la quasi-totalité des droits de douane entre les deux parties.

## Exemples
Parmi les accords de libre-échange, on peut citer : l'Accord général sur les tarifs douaniers et le commerce (GATT) ; l'Accord de libre-échange entre l'Australie et les États-Unis ; l'Accord de libre-échange canado-américain ; l'Accord de libre-échange nord-américain (ALÉNA) ratifié entre les États-Unis, le Canada et le Mexique ; le Traité instituant la Communauté européenne du charbon et de l'acier instituant la Communauté européenne du charbon et de l'acier (1951) ; le Traité sur le fonctionnement de l'Union européenne, dit « Traité de Rome » (1957) ; l'Association européenne de libre-échange (AELE) entre l'Islande, la Norvège, le Liechtenstein et la Suisse ; l'Accord de libre-échange au sein de la Communauté des États indépendants : ratifié entre la Russie, le Kazakhstan, la Biélorussie, l'Ukraine, la Moldavie, le Kirghizistan, le Tadjikistan et l'Arménie ; l'Accord de libre-échange centre-européen (ALECE) ratifié entre la Macédoine du Nord, la Bosnie-Herzégovine, la Moldavie, la Serbie, le Monténégro, l'Albanie et le Kosovo; l'Association des nations de l'Asie du Sud-Est (ASEAN) entre l'Indonésie, la Malaisie, les Philippines, Singapour, la Thaïlande, Brunei, le Viêt Nam, le Laos, la Birmanie et le Cambodge ; Accord portant création de la zone de libre-échange continentale africaine (Zlecaf), Union africaine ; Le Traité d'Asunción (1991), établissant le Mercosur ; Accord de libre-échange complet et approfondi...

## Voir Aussi